# Street Racer
Street Racer (рус. Уличный гонщик) — видеоигра в жанре аркадных автогонок, разработанная компанией Vivid Image и изданная Ubisoft в 1994 и 1996 годах для разных игровых приставок и для MS-DOS.
Игра не имеет отношения к игре Street Fighter и мультсериалу Speed Racer (Гонщик Спиди), несмотря на похожий стиль логотипа.

## Игровой процесс
Игровой процесс напоминает игру Super Mario Kart. Игрок выбирает одного из восьми персонажей, использующих разные транспортные средства и имеющие специальные возможности. Персонажи могут атаковать друг друга во время гонки, замедляя своих противников. Помимо основного гоночного режима в разных версиях игры присутствуют другие режимы, в частности гонки по кругу на выталкивание и игра в футбол на машине.
Игра поддерживает адаптеры для подключения дополнительных джойстиков. В зависимости от версии, в игру могут одновременно играть от 4 до 8 человек на одной консоли и одном телевизоре (в режиме разделения экрана).

## Версии

Кадр из игры для версии Sega Mega Drive/Genesis

Версии игры для разных платформ имеют общее оформление, персонажей и игровой процесс, но используют разные технологии, соответствующие возможностям платформ.
Версии для Sega Mega Drive, Amiga и Game Boy используют технику отображения трассы, аналогичную использовавшейся в ранних псевдотрёхмерных гоночных играх типа Out Run, но с текстурой дороги вместо однотонной заливки. Эта техника не позволяет игроку разворачиваться поперёк дороги.
Версия для SNES использует видеорежим Mode 7, позволяющий отображать составленную из тайлов текстуру трассы в перспективной проекции. Эта техника позволяет игроку двигаться в любом направлении. Аналогичный подход использовался в F-Zero, Super Mario Kart и ряде других гоночных игр для SNES.
Версии для PlayStation, Sega Saturn и MS-DOS используют полноценную полигональную трёхмерную графику с текстурами для отображения трасс, но машины и некоторые объекты на трассах являются спрайтами.

## Отзывы
| Иноязычные издания   | Иноязычные издания |
| Издание              | Оценка             |
| -------------------- | ------------------ |
| EGM                  | 7/10 (PS)          |
| GameSpot             | 5,8/10 (PS)        |
| Amiga Format         | 45 % (AMI)         |
| CU Amiga Magazine    | 87 % (AMI)         |
| Next Generation      | (PS)               |
| Sega Saturn Magazine | 82 % (SAT)         |

Игра получила смешанные отзывы критиков.